# Bruttometropolprodukt
Das Bruttometropolprodukt (engl. Gross Metropolitan Product (GMP)) ist eine volkswirtschaftliche Kennzahl, die unter anderem in den Vereinigten Staaten zur Berechnung der Wirtschaftsleistung von Metropolregionen verwendet wird. In Analogie zum Bruttoinlandsprodukt ist es definiert als der Marktwert aller Endprodukte und Dienstleistungen, die in der zugrunde gelegten Region produziert bzw. angeboten werden. Die Bezugsgröße ist eine Zeitperiode, die üblicherweise ein Kalenderjahr beträgt.
In den Vereinigten Staaten wird das GMP für alle Metropolregionen der USA jährlich durch das Bureau of Economic Analysis innerhalb des Handelsministeriums berechnet. So lag beispielsweise Honolulu im Jahr 2008 auf Platz 51.